# Småskärens klippor
Småskärens klippor är ett naturreservat i Luleå kommun i Norrbottens län.
Området är naturskyddat sedan 1997 och är 10,3 kvadratkilometer stort. Reservatet omfattar tio obebyggda öar och skär söder och öster om ön Småskär. Reservatet består av enstaka låga lövträd.